# Doll Revolution
| Recensione   | Giudizio |
| ------------ | -------- |
| AllMusic     | [ 1 ]    |
| The Guardian | [ 2 ]    |

Doll Revolution è il quarto album in studio del gruppo musicale femminile statunitense The Bangles, pubblicato nel 2003.

## Il disco
È il primo album della band dopo la riunione del 1998, poiché comprende quindici brani è anche il loro album più lungo. Tutti i brani sono stati composti dai membri della band, eccetto Tear Off Your Own Head scritto da Elvis Costello e già pubblicato nel suo album When I Was Cruel del 2002.
Negli USA è stata pubblicata un'edizione speciale con un DVD contenente le interviste, gallerie fotografiche, testi e il video di Something That You Said.

## Tracce
1. Tear Off Your Own Head (It's a Doll Revolution) – 3:57 (E. Costello)
2. Stealing Rosemary – 3:32 (S. Hoffs, D. Peterson, V. Peterson)
3. Something That You Said – 4:16 (C. Caffey, S. Hoffs, V. Peterson)
4. Ask Me No Questions – 3:26 (W. Igleheart, D. Peterson)
5. The Rain Song – 3:41 (S. Cowsill, V. Peterson)
6. Nickel Romeo – 4:57 (S. LeGassick, B. Ray, M. Steele)
7. Ride the Ride – 4:48 (S. Hoffs, D. Peterson, V. Peterson, D. Schwartz)
8. I Will Take Care of You – 3:56 (S. Hoffs, D. O'Brian)
9. Here Right Now – 3:24 (D. Peterson, P. Rafelson)
10. Single by Choice – 3:41 (V. Peterson)
11. Lost at Sea – 3:55 (S. Hoffs, D. Peterson)
12. Song for a Good Son – 4:01 (M. Steele)
13. Mixed Messages – 3:19 (V. Peterson)
14. Between the Two – 3:42 (M. Steele, David White)
15. Grateful – 4:59 (B. Bottrell, D. Schwartz, S. Hoffs)

## Formazione
The Bangles
- Susanna Hoffs – voce, chitarra, cori
- Vicki Peterson – voce, chitarra, mandolino, cori
- Michael Steele – voce, basso, chitarra, cori
- Debbi Peterson – voce, batteria, percussioni, chitarra acustica, cori

Altri musicisti
- Dillon O'Brian – chitarra, chitarra acustica, Wurlitzer
- Greg Hilfman – tastiere
- Chick Wolverton – tastiere
- Greg Leisz – pedal steel guitar, lap steel guitar
- Peter Holsapple – mandolino, accordion
- Tim Russell – chitarra acustica in Here Right Now
- R Walt Vincent – armonium
- David Campbell - arrangiamenti di I Will Take Care of You
- Leah Katz – viola in I Will Take Care of You
- Melissa Reiner – violino in I Will Take Care of You
- Michael Nicholson – violino in I Will Take Care of You
- Guenevere Measham - violoncello in I Will Take Care of You
- Bangle Boys Choir (Dave Grohl, John Crooke & Chick Wolverton) – cori